# Kanton Lillebonne
Der Kanton Lillebonne war bis 2015 ein französischer Wahlkreis im Arrondissement Le Havre, im Département Seine-Maritime und in der Region Haute-Normandie; sein Hauptort war Lillebonne, Vertreter im Generalrat des Départements war zuletzt von 2004 bis 2015 Nicolas Beaussart (PS). 
Der Kanton Lillebonne war 136,62 km² groß und hatte (2006) 28.155 Einwohner, was einer Bevölkerungsdichte von 206 Einwohnern pro km² entsprach. Er lag im Mittel auf 69 Meter über dem Meeresspiegel, zwischen 0 m in Lillebonne und 154 m in Auberville-la-Campagne. 

## Gemeinden
Der Kanton bestand aus 14 Gemeinden:
| Gemeinde                   | Einwohner Jahr | Fläche km² | Bevölkerungsdichte | Code INSEE | Postleitzahl |
| -------------------------- | -------------- | ---------- | ------------------ | ---------- | ------------ |
| Auberville-la-Campagne     | 654 (2013)     | 4,78       | 137 Einw./km²      | 76031      | 76170        |
| La Frénaye                 | 2.070 (2013)   | 10,02      | 207 Einw./km²      | 76281      | 76170        |
| Grand-Camp                 | 655 (2013)     | 4,91       | 133 Einw./km²      | 76318      | 76170        |
| Lillebonne                 | 8.972 (2013)   | 14,66      | 612 Einw./km²      | 76384      | 76170        |
| Mélamare                   | 816 (2013)     | 6,35       | 129 Einw./km²      | 76421      | 76170        |
| Norville                   | 900 (2013)     | 11,69      | 77 Einw./km²       | 76471      | 76330        |
| Notre-Dame-de-Gravenchon   | 8.138 (2013)   | 18,74      | 434 Einw./km²      | 76476      | 76330        |
| Petiville                  | 1.074 (2013)   | 16,74      | 64 Einw./km²       | 76499      | 76330        |
| Saint-Antoine-la-Forêt     | 1.036 (2013)   | 6,44       | 161 Einw./km²      | 76556      | 76170        |
| Saint-Jean-de-Folleville   | 832 (2013)     | 13,73      | 61 Einw./km²       | 76592      | 76170        |
| Saint-Maurice-d’Ételan     | 313 (2013)     | 14,24      | 22 Einw./km²       | 76622      | 76170        |
| Saint-Nicolas-de-la-Taille | 1.427 (2013)   | 9,25       | 154 Einw./km²      | 76627      | 76170        |
| La Trinité-du-Mont         | 794 (2013)     | 2,06       | 385 Einw./km²      | 76712      | 76170        |
| Triquerville               | 364 (2013)     | 3,01       | 121 Einw./km²      | 76713      | 76170        |

## Bevölkerungsentwicklung
| 1962   | 1968   | 1975   | 1982   | 1990   | 1999   | 2006   | 2011   |
| ------ | ------ | ------ | ------ | ------ | ------ | ------ | ------ |
| 18.378 | 21.521 | 25.349 | 26.501 | 27.276 | 27.596 | 28.155 | 27.708 |